# Deiradès
Deiradès, en grec ancien Δειραδης, est un dème de l’Athènes antique. Phrynichos, homme politique athénien du Ve siècle av. J.-C., est originaire de ce dème.

## Source
- Vie d’Alcibiade de Plutarque (25, 6)

## Lien Externe
- Plutarque, Vies parallèles [détail des éditions] [lire en ligne]